# FU (canción de Miley Cyrus)
«FU» — el título implícito es «Fuck You»; en español: «Jódete»— es una canción interpretada por la cantante estadounidense Miley Cyrus con la colaboración del rapero estadounidense French Montana, incluida en su cuarto álbum de estudio, Bangerz (2013). Los compositores de la canción fueron Cyrus, Montana, MoZella y Rami Samir Afuni, mientras que el último la produjo. La canción es una pista influenciada por el dubstep que trata sobre el rompimiento con un ex infiel.
«FU» recibió críticas generalmente favorables de los críticos de música contemporánea. La canción en sí fue comparada con la música de Amy Winehouse, Lady Gaga y Skrillex. Sin embargo, algunos criticaron su letra y la aparición de French Montana. La canción alcanzó el puesto número uno en la lista Billboard Bubbling Under Hot 100 Singles, el número 22 en la lista Pop Digital Songs y el número 85 en Canadá. «FU» se utilizó durante el Victoria's Secret Fashion Show de 2013. Cyrus interpretó la canción durante su gira Bangerz Tour. Cabe destacar que sin que la canción fuese escogida como sencillo oficial y sin promoción, consiguió ser certificada como disco de oro en Estados Unidos al vender más de quinientas mil copias en el país.

## Antecedentes
Después de confirmarse la participación de French Montana en el álbum de Miley Cyrus, él habló sobre su trabajo con la cantante en una entrevista concedida para MTV, en ella reveló el nombre de la canción. Según French Montana la canción ya estaba terminada, pero Cyrus estaba buscando alguien que colaborara con ella, entonces un día cuando se reunieron ambos cantantes en Los Ángeles, ella reprodujo la pista y él «se enamoró» al instante de la canción. French Montana declaró a MTV: «Nos fuimos allí y lo hicimos. Lo hicimos juntos. Ella me mostró las ideas del video musical, ya que quería filmar el video y todo. Me enamoré de este disco. Ella es un genio. [..] Son dos letras "F " y "U". Se trata de que sólo se puede hablar dos palabras con alguien. Se trata de cuando alguien rompe el corazón o algo así, y después de un rato, vuelve. Tú tienes la oportunidad de dar dos cartas para él, "F" y "U"».

## Descripción
Musicalmente «FU» es una canción pop, influenciada principalmente por el dubstep, fue escrita y producida por Rami Samir Afuni, quien ha trabajado con otros artistas importantes como LMFAO y Conor Maynard, además de Afuni, la canción fue compuesta por Miley Cyrus, Karim Kharbouch, Maureen "Mozella" McDonald. Jason Lipshutz de la revista Billboard describe a la instrumentación como un poco cursi, con una lírica que trata sobre el odio a una persona que te lastimó sentimentalmente (Then I accidentally saw a few things in your cell / I even LOL'd, man I should've known —en español: "Entonces vi por casualidad un par de cosas en tu celular/ Solo me reí fuerte, hombre debí haberlo sabido antes "—), además a Lipshutz le parece muy breve e inexplicable la aparición de French Montana. Lipshutz agregó «¿Cuando Miley Cyrus se transformó en Lady Gaga». John Murphy y Amy Sciarretto de musicOMH y Pop Crush compartieron el mismo sentimiento, en sus reseñas compararon el sonido y la lírica dramática de la canción con otras pistas de la cantante neoyorquina. Amy Sciarretto agrega que la canción tiene un ambiente de cabaret o un ambiente musical característico de Broadway, pero a la vez es muy conmovedora. Por su parte, Lexxie Ehrenkaufer de Hypable opina que la pista es «un ejemplo perfecto de la mejora monumental de Cyrus como artista». Kyle Fowler de Slant Magazine describió a la canción como una fusión entre los estilos de Amy Winehouse y de Skrillex, con el rol de Cyrus de la mujer fatal.
Channing Freeman de Sputnikmusic le parece estúpida la canción, por su letra confusa (I'm not as stupid as you sound, and you sound really dumb right now —en español: "No soy tan estúpida como tu suenas, y suenas muy tonto en este momento"—), pero comenta que el coro es buy bueno, el cual permite a Cyrus mostrar su gran voz «que es y siempre ha sido genial», aunque su lírica sea mu «banal». Kitty Empire del periódico inglés The Observer, comenta que Cyrus libera su Christina Aguilera interna en la canción, mediante una balada que mezcla jazz y dubstep, con una letra romántica y angustiosa.

## Recepción crítica

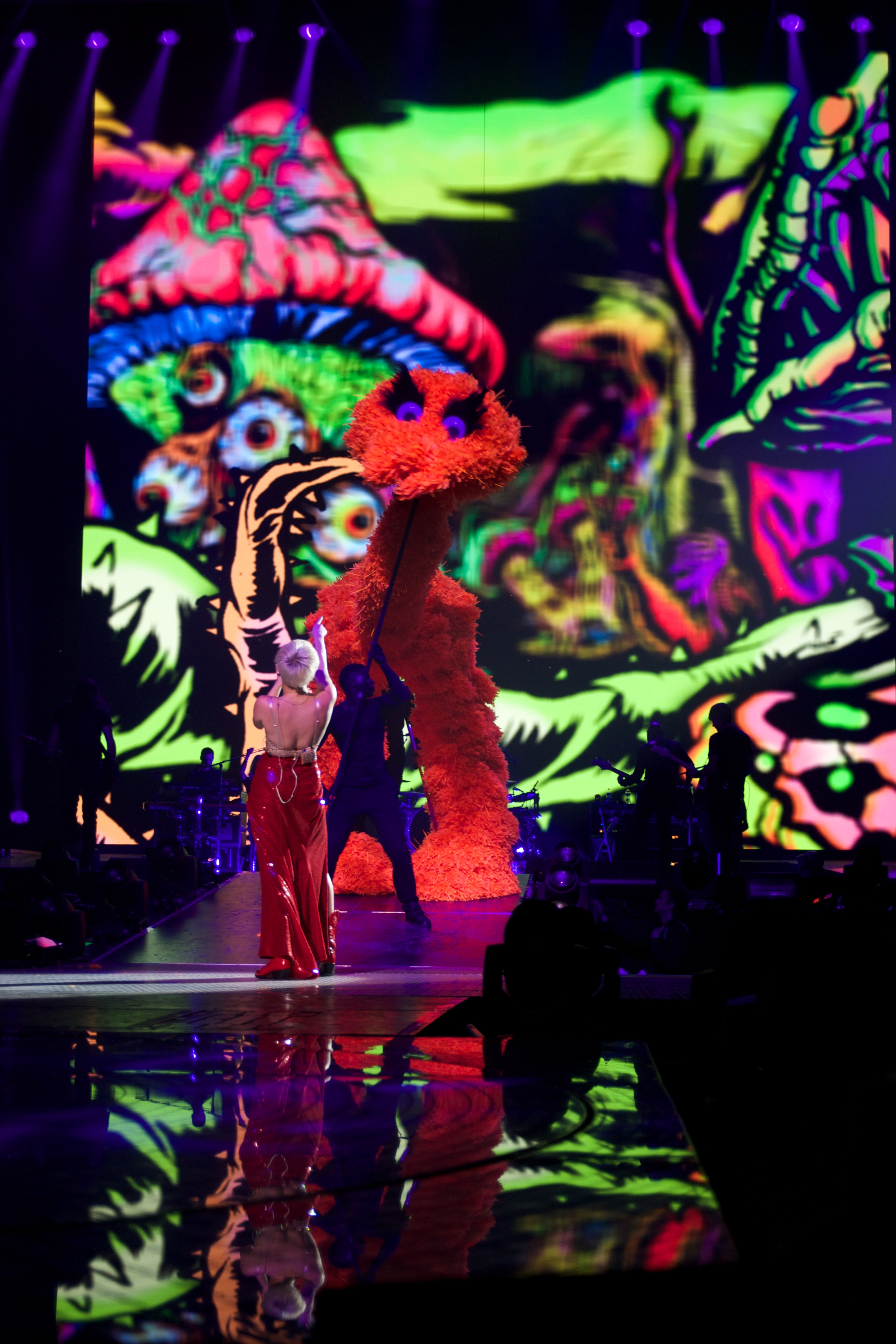
Cyrus interpretando «FU» durante el Bangerz Tour.

Tras su lanzamiento, recibió críticas generalmente favorables de los críticos de música. Nick Catucci de Entertainment Weekly, opinó que después de la canción «Drive» la cual habla sobre el amor y tristeza, rápidamente Cyrus se recupera y le canta a la persona que la engaño, al estilo de Adele. Jim Faber de Daily News describió a la canción como «retro-pop sólido», además la comparó con otras canciones de la cantante Dusty Springfield. Faber escribe: «En canciones como esta, y algunos otros, se puede escuchar las cualidades más ricas en la voz de Miley, los que podrían ser alimentados aún más en un proyecto menos cínico». Evan Sawdey de PopMatters sintió que la canción suena como un número juguetón de Broadway, que habría sido mejor sin French Montana. Mikael Wood de Los Angeles Times comparó positivamente la potencia de la voz de la cantante Amy Winehouse con el registro vocal de Cyrus.
Heather Phares de Allmusic señaló que esta canción va por el buen camino para convertir a Miley Cyrus en una «mujer independiente». Elysa Gardner de USA Today comentó en su reseña la canción es muy obscura a comparación de «Adore You», además cree que su letra está dirigida a Liam Hemsworth. Gardner escribió: «Es "FU" más oscuro, con French Montana, una de las varias pistas electro inteligentes que coquetean con texturas industriales, ¿una oportunidad para su exnovio? Los fanáticos y enemigos, debaten». A Mariah Eakin de The AV Club le parece una canción perfecta para el álbum, que hace referencia a los mensajes de texto, como también lo hace «SMS (Bangerz)» en su letra. Sin embargo, Caitlin White de Consequence of Sound no le agradó la canción y le pareció como una idea de último momento, junto con las canciones «Love Money Party» y «SMS (Bangerz)».

## Interpretaciones en directo
La canción fue interpretada por Cyrus durante su gira Bangerz Tour (2014). Los críticos elogiaron su interpretación de la canción, especialmente las voces y el espectáculo de Cyrus. Durante la realización de «FU» en la primera etapa de la gira, Cyrus lució una falda larga con lentejuelas de color rojo sobre un leotardo rojo y blanco de lentejuelas, diseñado por The Blonds. Ella también utilizó unos guantes y un par de botas de vaquero. Durante la segunda etapa de la gira, Cyrus reemplazó el color rojo de la falda por un amarillo neón, además llevaba plumas amarillas con guantes hasta el codo. David Blond de The Blonds declaró que el traje y la falda de lentejuelas fueron inspirados por la caricatura de Jessica Rabbit.
El 8 de junio de 2014, durante el segmento de la canción «FU» en Mediolanum Forum en Milán, Italia; Cyrus interpretó la canción con un abanico hecho con una imagen de la cantante Selena Gomez la cual llevaba un bikini negro. En el medio de la actuación, la cantante lanzó el recorte de cartón a la multitud. Este incidente provocó que los medios de comunicación especulan si la actuación de Cyrus estaría dirigida específicamente a Selena Gomez. Ni Cyrus ni Gómez respondieron a las especulaciones.
Tras iniciar la etapa latinoamericana, Cyrus cambió un poco el show y el repertorio. La canción fue interpretada entre las canciones «Maybe You're Right» y «My Darlin'», usando un diminuto traja naranja. Para la versión australiana en donde volvió al show original, Cyrus cambió el color amarillo neón por uno rosa oscuro, y en algunas fechas llevaba plumas rosadas.

## Listas de popularidad

### Semanales
| País (Lista 2013)                       | Mejor posición |
| --------------------------------------- | -------------- |
| Canadá                                  | 85             |
| Canadá (Digital Songs)                  | 53             |
| Corea del Sur                           | 131            |
| Estados Unidos (Bubbling Under Hot 100) | 1              |
| Estados Unidos (Digital Songs)          | 54             |
| Estados Unidos (Pop Digital Songs)      | 22             |

## Certificaciones
| País (Organismo certificador) | Certificaciones | Ventas certificadas | Ref.  |
| ----------------------------- | --------------- | ------------------- | ----- |
| Estados Unidos (RIAA)         | Oro             | 500 000             | [ 3 ] |

## Créditos y personal
- Miley Cyrus: voz y composición
- French Montana: Voz
- Rami Samir Afuni: producción, Masterización y composición
- Manny Marroquin: Mezcla
- Karl Petersen: Grabación de sonido
- Karim Kharbouch y Maureen "Mozella" McDonald: composición
- Chris Galland y Delbert Bowers: Asistentes

Fuente: Allmusic y Discogs.